# Chambre des représentants de Nouvelle-Zélande
Pour les autres articles nationaux ou selon les autres juridictions, voir Chambre des représentants.
54e législature
Parliament House
La Chambre des représentants (en anglais : House of Representatives ; en maori de Nouvelle-Zélande : Whare o Raro lit. « Chambre basse ») est la législature monocamérale de la Nouvelle-Zélande. C'est une des composantes du parlement néo-zélandais, lequel exerce le pouvoir législatif.
La Chambre des représentants est généralement constituée de 123 députés (en anglais : Members of Parliament) d'un mandat maximum de trois ans après le début des travaux de la législature. Les députés sont élus au suffrage universel selon un système proportionnel mixte. La Nouvelle-Zélande suit essentiellement le système de Westminster comme modèle de gouvernement et, par convention constitutionnelle, est gouvernée par un cabinet et un premier ministre jouissant de la confiance de la Chambre des représentants.
La Chambre des représentants fut établie par la Loi constitutionnelle de 1852, adoptée par le Parlement britannique et qui créait un système bicaméral. Cependant, la chambre haute a été supprimée en 1951, ce qui rend désormais le parlement monocaméral. Le parlement de la Nouvelle-Zélande a reçu les pleins pouvoirs quant au contrôle des affaires néo-zélandaises en 1947, par l'adoption du Statute of Westminster Adoption Act (loi adoptant le Statut de Westminster de 1931).

## Nom
Le nom officiel de la Chambre des représentants de la Nouvelle-Zélande était initialement Assemblée générale (jusqu’en 1986, lorsqu’il est devenu Chambre des représentants de la Nouvelle-Zélande (New Zealand House of Representatives). On la nomme fréquemment « Parlement » dans la vie courante, incorrectement puisque le Parlement inclut également le roi de la Nouvelle-Zélande.

## Députés
La Chambre des représentants s'inspire du modèle britannique de la Chambre des communes. Elle est normalement composée de 120 députés (en anglais : Members of Parliament ou MPs). Jusqu'en 1907, ils portaient le titre de 'membres de la Chambre des représentants'. Les sièges forment au sein du parlement une forme en fer à cheval, les membres de la majorité parlementaire occupant la partie à la droite du président de la Chambre, et les membres de l'opposition occupant le côté opposé.
L'exécutif en Nouvelle-Zélande (le Cabinet) est exclusivement issu de la Chambre des représentants, en fonction des partis ayant obtenu la majorité au sein de celle-ci. Le Premier ministre (PM) dirige le gouvernement: le gouverneur général nomme un Premier ministre provenant du parti ou de la coalition de partis qui semble avoir un support suffisant de la Chambre pour gouverner. Ce soutien est immédiatement vérifié au travers d'une motion de confiance.

## Élections
L'élection de la Chambre fonctionne selon le principe de la représentation proportionnelle mixte (RPM), qui fournit une représentation proportionnelle. Ce système fonctionne sous le régime du multipartisme, huit partis se partagent la Chambre actuellement.

## Adoption des lois
Le modèle néo-zélandais pour adopter des lois est similaire (mais pas identique) à celui des autres parlements qui suivent le système de Westminster.
Les lois sont d'abord proposées en tant que projets de lois au parlement. Elles deviennent des lois après avoir été approuvées trois fois lors d'un vote parlementaire, et avoir reçu la sanction royale du gouverneur général de Nouvelle-Zélande. La plupart des projets de lois sont proposés par le gouvernement en fonction (c'est-à-dire par la coalition de partis ayant la majorité dans la chambre des représentants). Il est très rare qu'un projet de loi proposé par le gouvernement soit rejeté. Au XXe siècle, le premier à avoir été rejeté le fut en 1998. Il est également possible pour les députés de proposer individuellement des projets de loi. Cela arrive principalement de la part de l'opposition, ou de députés qui désirent traiter un sujet sur lequel les partis sont réticents à prendre position. Les gouvernements locaux et tout un chacun peuvent également faire des propositions de loi, à condition de payer 2000 NZ$.

### Première lecture
La première étape du parcours parlementaire d'une loi est la première lecture. Le député qui présente le projet de loi (souvent un ministre) explique l'entièreté du projet. Les débats autour de celui-ci durent généralement deux heures, douze parlementaires faisant un discours de dix minutes chacun sur les principes du projet de loi. Les temps de parole sont alloués en fonction de la taille de la représentation parlementaire de chaque parti, chaque parti réglant en interne la distribution de ce temps de parole.
Le député introduisant le projet de loi recommandera en général que celui-ci soit examiné par une commission parlementaire appropriée (voir ci-dessous). Lorsque le projet de loi est particulièrement important ou sujet à controverse, il est d'usage de nommer une commission spéciale. La Chambre vote alors pour déterminer si le projet de loi doit être renvoyé devant la commission pour délibération. Il n'est pas rare que des projets de lois soient adoptés au stade de la première lecture par des partis qui ne les soutiennent pas nécessairement. Comme la commission parlementaire peut recommander des amendements au projet de loi, les partis ne prendront généralement de décision finale quant à leur soutien au projet de loi qu'en seconde lecture.

### Étape de la commission parlementaire
La commission parlementaire va examiner le projet de loi, en le consultant avec plus de profondeur que ce qu'il est possible de faire en assemblée plénière. Le citoyen peut également faire des propositions aux commissions, offrir leur assistance, apporter leurs critiques, ou leurs simples commentaires. Ces commissions sont vues de nos jours comme une étape de plus en plus importante du processus législatif, contrairement au passé, ou le parti au pouvoir dominait généralement la commission, et rendait cette étape une simple formalité, alors que dans l'environnement multipartite actuel, la place pour le débat a largement augmenté. Les commissions ont suggéré fréquemment l'amendement de projets de loi, sur l'avis de parlementaires membre de la commission, d'officiels et de simples citoyens. Quand une majorité de la commission est satisfaite avec le projet de loi en présence, celui-ci est renvoyé devant la chambre.
À moins que la chambre n'accorde un délai supplémentaire, les délibérations de la commission doivent être terminées dans les six mois, ou avant une date limite éventuellement fixée par la chambre.

### Deuxième lecture
La deuxième lecture se déroule normalement comme la première, au travers de douze débats de dix minutes. En théorie, ceux-ci devraient être consacrés à débattre du projet de loi, mais généralement, les partis ont déjà pris leur décision concernant le projet au stade de la commission, et le feront clairement savoir lors de la seconde lecture. En conclusion des débats de la seconde lecture, la chambre vote sur chaque amendement recommandé par la commission (les amendements proposés à l'unanimité sont exemptés de cette étape).
Le gouvernement (habituellement par l'intermédiaire du Ministre des Finances) dispose du droit de veto sur toute proposition de loi qui aurait un impact important sur le budget gouvernemental. Ce droit peut être exercé à n'importe quelle étape du processus législatif, mais est généralement utilisé lors de la seconde lecture, si ce véto porte sur la proposition dans son ensemble. Cela n'est encore jamais arrivé depuis l'instauration du droit de veto en 1996, bien que plusieurs amendements reçurent le veto lors de la commission plénière (voir ci-dessous).
Si le projet de loi est adopté en seconde lecture, il est renvoyé devant une commission plénière.

### Commission plénière
Quand un projet de loi atteint le stade de la commission plénière, la chambre se constitue "en commission", c'est-à-dire qu'elle forme une commission comportant tous ses membres (à l'opposé d'une commission parlementaire permanente ou spéciale, dont seuls quelques députés font partie). Sous cette forme, la chambre peut agir de manière légèrement moins formelle que d'habitude.
Durant la commission plénière, le projet de loi est débattu en détail, d'habitude paragraphe par paragraphe. Les parlementaires présentent des discours de cinq minutes concernant une disposition ou une clause particulière, et peuvent proposer d’autres amendements, mais en théorie ne sont pas censés discuter le projet et ses objectifs en général.
L'étendue des modifications que subira le projet de loi en commission plénière varie. Si la commission de sélection a considéré que le projet ne disposait pas d'une majorité gouvernementale, et a réalisé d'importantes modifications, le gouvernement peut faire des amendements significatifs. Certains critiquent le fait que de tels amendements majeurs puissent être introduit sans le contrôle de la commission de sélection, ni la participation du citoyen, et qu'ils peuvent même passer relativement inaperçus. Cependant, sous le système de la représentation proportionnelle mixte, où le gouvernement est moins susceptible d'avoir une majorité absolue, la plupart des amendements devront être négociés avec l'opposition afin d'obtenir un support suffisant.
Il est courant que l'opposition présente des propositions d'amendement dont le seul objectif est de dénaturer le projet de loi en lui-même ou de le rendre incohérent. Cette manœuvre est simplement un moyen d'exprimer leur opposition au projet de loi, ou de retarder l'entrée en vigueur de la loi.

### Troisième lecture
La lecture finale suit le même schéma que les deux premières: un débat de deux heures consistant en douze discours de dix minutes par des parlementaires. Ces discours concerne encore le projet de loi en général, et représentent la dernière chance de le débattre. Le projet est ensuite passé au vote, et s'il est approuvé, est présenté au gouverneur général qui lui octroiera la sanction royale (pour autant que les conventions constitutionnelles soient respectées). Le projet de loi devient alors loi.

## Commissions parlementaires
Les projets de loi sont étudiés en détail par des commissions parlementaires spécialisées. Chaque commission particulière est formé d'un nombre restreint de députés (contrairement à la commission plénière de la Chambre). Les commissions peuvent faire appel à une consultation publique, introduisant ainsi un élément d'intervention des citoyens avant le vote du projet de loi. Un renforcement du système des commissions parlementaires fut fait après que plusieurs lois furent passées sans recevoir un examen et une révision approfondie. Chaque commission comporte un président et un vice-président. Les députés peuvent être membre d'une ou de plusieurs commissions. À l'heure actuelle, il existe 18 commissions permanentes de la Chambre des représentants:
- Affaires
- Commerce
- Éducation et Science
- Finance et Budget
- Affaires étrangères, défense et commerce extérieur
- Santé
- Justice et système électoral
- Maintien de l'ordre
- Gouvernement local et environnement
- Administration gouvernementale
- Affaires māori
- Officiers du parlement
- Productivité primaire
- Privilèges
- Révisions des régulations
- Services sociaux
- Règles de procédures
- Transport et relations industrielles

De temps en temps, une commission spéciale peut être créée sur base temporaire.  Par exemple, ce fut le cas pour l'étude du projet de loi sur l'avant-plage et les fonds marins (foreshore and seabed bill).

## Autres fonctions
La Chambre remplit également d'autres fonctions importantes:
- La Chambre est légalement la plus haute Cour de justice du pays, l'autorisant à rendre un jugement, mais cette possibilité n'a jamais été employée.
- Les ministres sont responsables devant la Chambre, et sont obligés de répondre aux questions qu'elle leur pose.